# Jake Bensted
Jake Bensted (Geelong, 4 de marzo de 1994) es un deportista australiano que compite en judo. Ganó cinco medallas en el Campeonato de Oceanía de Judo entre los años 2013 y 2017.

## Palmarés internacional
| Campeonato de Oceanía | Campeonato de Oceanía    | Campeonato de Oceanía | Campeonato de Oceanía |
| Año                   | Lugar                    | Medalla               | Categoría             |
| --------------------- | ------------------------ | --------------------- | --------------------- |
| 2013                  | Apia (Samoa)             | Medalla de oro        | –73 kg                |
| 2014                  | Auckland (Nueva Zelanda) | Medalla de plata      | –73 kg                |
| 2015                  | Païta (Francia)          | Medalla de oro        | –73 kg                |
| 2016                  | Canberra (Australia)     | Medalla de oro        | –73 kg                |
| 2017                  | Nukualofa (Tonga)        | Medalla de oro        | –73 kg                |